# Preux-au-Sart
Preux-au-Sart é uma comuna francesa na região administrativa de Altos da França, no departamento do Norte. Estende-se por uma área de 5.09 km². Em 2010 a comuna tinha 318 habitantes (densidade: 62,5 hab./km²).